# Jasna Šekarić
Jasna Šekarić (rođ. Brajković, Beograd, 17. prosinca 1965.) srbijanska je športašica i reprezentativka Srbije u streljaštvu. Višestruka je olimpijska, svjetska i europska prvakinja.
Šekarić je odrasla u Osijeku, gdje se počela baviti streljaštvom.  U karijeri je osvojila 90 odličja na velikim natjecanjima. Od OI 1988. redovno je osvajala po jedno olimpijsko odličje (1-3-1).
Članica je streljačkog kluba Crvena zvezda.
Na OI 2008. u Pekingu imala je čast nositi srbijanski stijeg na otvaranju Igara.

## Najveći uspjesi

### Olimpijske igre
- Seul 1988.: zlatna medalja (zračni pištolj), brončana medalja (malokalibarski pištolj)
- Barcelona 1992.: srebrna medalja (zračni pištolj)
- Atlanta 1996.: 4. mjesto (zračni pištolj)
- Sydney 2000.: srebrna medalja (zračni pištolj)
- Atena 2004.: srebrna medalja (zračni pištolj)

### Kristalni globusi (pobjeda u finalu Svjetskog kupa)
- 1988.: MK pištolj
- 1990.: zračni pištolj
- 1996.: zračni pištolj
- 1997.: zračni pištolj
- 2005.: zračni pištolj
- Trostruka svjetska prvakinja

### Svjetski rekordi
|   | nepriznat rezultat             |
| = | izjednačenje svjetskog rekorda |

| Disciplina | F/Q | Rezultat | Datum i mjesto |
| ---------- | --- | -------- | -------------- |
| AP40       |     |          |                |
| AP40       |     |          |                |
| AP40       |     |          |                |
| AP40       |     |          |                |
| AP40       |     |          |                |
| AP40       |     |          |                |
| AP40       |     |          |                |
| SP         |     |          |                |
| SP         |     |          |                |
| SP         |     |          |                |

Nastupajući za SFR Jugoslaviju s prebivalištem u Hrvatskoj (Osijek, do 1990.) ostvarila je 5/7 svojih svjetskih rekorda u 10m zračnim pištoljem i 3/3 u 25m pištoljem.

## Vanjske poveznice
- Službena stranica  Arhivirana inačica izvorne stranice od 29. rujna 2010. (Wayback Machine) (srp.)(engl.)